# Věrchněněmanská nížina

Věrchněněmanská nížina (zeleně) na geomorfologické mapě Běloruska

Věrchněněmanská nížina (bělorusky Верхнянёманская нізіна, rusky Верхненеманская низменность) je nížina v Hrodenské oblasti a na západě Minská oblast, podél řeky Němen. 
Na severu hraničí Sjaredněněmanskou nížinou a Lidskou rovinou, na severovýchodě s Ašmjanskou a Minskou vysočinou, na východě a jihovýchodě s Kapylskou vysočinou a přilehlými rovinami, na jihu a západě s Navahrudskou, Slonimskou, Vaŭkavyskou a Hrodenskou vysočinou. Při tání paazjerského ledovce se na území Věrchněněmanské nížiny vytvořilo velké Sjaredněněmanské jezero. Během ústupu ledovce hladina jezera klesla ze 123 m na 115 m. V pozdějším holocénu se zformovala dolina řeky Němen, která se v důsledku eroze snižíla až na 25–28 m.
Reliéf je převážně erozně-akumulační. Jsou rozšířeny jezerní ledovcové nížiny z paazjorského období (Skidzelská část) a ledovcové nížiny z sožského období (Ljubčanská část). Nížinou protéká řeka Němen s přítoky Sula, Usa, Bjarezina, Haŭja, Dzitva, Ljebjada, Kotra (pravý přítok), Uša, Servač, Moŭčadz, Ščara, Zalvjanka, Ros a Svislač (levý přítok). Největší jezero je Kromaň.
Povrch je z velké části bažinatý. Největšími lesními je Nalibocký a Lipičanský prales.